# Читай по губам
«Читай по губам» (фр. Sur mes lèvres) — фильм французского режиссёра Жака Одиара, сценарий к которому написал сам Одиар вместе с Тонино Бенаквиста.

## Сюжет
В Париже в заурядном офисе работает немного странная секретарша Карла, она слабослышащая и носит аппарат, а также умеет читать по губам. Ей 35, её жизнь однообразна, и она обращается в агентство с просьбой найти ей помощника, откуда ей присылают героя Касселя — 25-летнего парня с тёмным прошлым. Героиня привязывается к нему, хотя тот и не справляется со своими обязанностями. Выясняется, что Поль должен большую сумму денег владельцу одного клуба, связанному с криминалом, и ему приходится уйти из офиса Карлы и работать в клубе. В голове Поля зреет план — ограбить владельца и сбежать. Карла с её умением читать по губам нужна Полю для претворения его замысла. А Карле нужен Поль… В итоге по ночам Карла дежурит на крыше, всматриваясь в окна «хозяина» и пытаясь понять, о чём он говорит со своими посетителями и каков их план, а Поль после ночи в клубе идёт на работу в офис, и у обоих начинается захватывающая жизнь.

## В ролях
| Актёр          | Роль         |
| -------------- | ------------ |
| Венсан Кассель | Поль Анжели  |
| Эммануэль Дево | Карла Бём    |
| Оливье Гурме   | Маршан       |
| Оливье Перье   | Массон       |
| Оливиа Бонами  | Анни         |
| Бернар Алан    | Морель       |
| Селин Сами     | Джози Маршан |
| Пьер Дио       | Келлер       |
| Франсуа Лорике | Жан-Франсуа  |
| Серж Бутлерофф | Маммут       |

## Награды
- Премия «Сезар» Жаку Одиару и Тонино Бенакиста за «лучший сценарий», 2002[1].
- Премия «Сезар» Эммануэль Дево за «лучшую женскую роль», 2002[1].
- Премии «Сезар» Сирил Хольтц и Паскаль Вилар за «лучший звук», 2002[1].
- Фильм-участник официальной программы «ПАНОРАМА» Берлинале, 2002.
- Номинация на премию  Европейской киноакадемии Эммануэль Дево  за «исполнение женской роли», 2002[2].
- Номинация на премию Европейской киноакадемии Жаку Одиару и Тонино Бенакиста за «лучший сценарий», 2002[2].